# 立石憲利
立石 憲利（たていし のりとし、1938年〈昭和13年〉3月7日 ‐ ）は、日本の民俗学者、岡山県の民話研究家。岡山民俗学会名誉理事長、日本民話の会運営委員、岡山県語りのネットワーク会長。
岡山県久米郡津山市出身。2004年久留島武彦文化賞、2007年岡山県文化賞、山陽新聞賞を受賞。

## 著書

### 単編著
- 『岡山の伝説』日本文教出版 岡山文庫 1969
- 『岡山の童うたと遊び』日本文教出版 岡山文庫 1981
- 『岡山の艶笑譚』日本文教出版 岡山文庫　1983
- 『砂鉄の村の民話 岡山県美甘村の採訪記録』編著 手帖舎 1985
- 『息子は帰ってきた 戦争の民話』編著 手帖舎 1985
- 『いぬのごろたろう』梅田俊作え ほるぷ出版 1986 幼児みんわ絵本
- 『犬のごろたろう 岡山県新庄村の民話』編著 新庄村教育委員会 1987
- 『丹後・伊根の民話 京都』編著 国土社 語りによる日本の民話 1988
- 『ふるさと岡山のなぞなぞ』編著 山陽新聞社 1988
- 『戦争の民話 2　戦場からの知らせ』編著 手帖舎 1989
- 『正志と長の民話』立石正志, 立石長 述 編著 手帖舎 1989
- 『語りによる岡山むかし話101選』編著 山陽新聞社 1990
- 『岡山のことわざ12か月』編著 山陽新聞社 1991
- 『岡山の巨樹』難波浩写真 山陽新聞社 1993
- 『岡山県神郷町の採訪記録』1‐2　編著 神郷町教育委員会 1995‐96
- 『民話集人形峠 岡山県上斎原村の採訪記録』編著 上斎原村教育委員会 1995
- 『奥美作の山里上齋原村の伝説』上齋原村教育委員会 1998
- 『風呂場ばなし 岡山県長船町の民話』編著 吉備人出版 2001
- 『岡山の色ばなし 夜這いのあったころ』編 吉備人出版 吉備人選書 2002
- 『立石おじさんのおかやま昔話』1－2、吉備人出版 2002‐04
- 『長野県清内路村の民話 桜井小菊さんの語り』編著 吉備人出版 2002
- 『ひるぜんのがま細工 岡山県指定郷土伝統的工芸品』編著 岡山県川上村 2002
- 『岡山県金光町の民話・資料編 20世紀最後の伝承記録』編著 吉備人出版 2003
- 『金光町の民話』日名雅美絵 金光町町政施行80周年記念事業実行委員会 2003
- 『夢のなかの息子（戦争の民話）』吉備人出版 2005
- 『おかやま伝説紀行』吉備人出版 2006
- 『立石おじさんの岡山ことわざカルタ』稲岡健吾絵 吉備人出版 2006
- 『桃太郎話 みんな違って面白い』編著 岡山デジタルミュージアム 2006
- 『岡山の動物昔話』江草昭治絵 日本文教出版 岡山文庫 2007
- 『総社市の石仏』1‐2 編著 総社市教育委員会 2007‐08
- 『まにわの民話 岡山県真庭市久見・牧馨の語り』吉備人出版 2009
- 『まるごと吉備路総社市の民話』岡山県語りのネットワーク共著 吉備人出版 2009
- 『55年前は泣き女がいた 立石憲利17歳の民俗調査報告書』吉備人出版 2010 ISBN 978-4-86069-270-4
- 『総社市の石仏』3‐4 昭和公民館石仏調査講座生共編著 総社市教育委員会 2010‐12
- 『真庭市史料 真庭市の民話』第1‐2巻 編著 真庭市教育委員会 2011‐12
- 『京都府伊根町の民話 泉とく子・藤原国蔵の語り』編著 伊根町 2013
- 『岡山「へその町」の民話 岡山県吉備中央町の採訪記録』吉備中央町教育委員会、2017

### 共著
- 『奥備中の昔話』稲田浩二共編 三弥井書店 昔話研究資料叢書 1973
- 『中国山地の昔話 賀島飛左嫗伝承四百余話』稲田浩二共編 三省堂 1974
- 『日本の昔話 9 美作の昔話』前田東雄共編 日本放送出版協会 1974
- 『日本の昔話 14 出雲の昔話』山根芙佐恵共編　日本放送出版協会 1976
- 『日本の民話 9　山陽 岡山・広島・山口』稲田和子共編 ぎょうせい 1979
- 『炭焼長者 養父町畑村の昔話』細見正三郎共著 養父町教育委員会 養父町文化財シリーズ 1984
- 『日本伝説大系 第10巻 山陽編 岡山・広島・山口』荒木博之編 共著 みずうみ書房 1987
- 『やぶの民話』細見正三郎共著 養父町教育委員会 1987 養父町文化財シリーズ
- 『やなはらの民話 岡山県柵原町の採訪記録』片山薫共編著 柵原町教育委員会 1994
- 『民話の里鏡野町伝説紀行』片田知宏共著 日本文教出版 岡山文庫 2009